# Tomosvaryella ubsunurensis
Tomosvaryella ubsunurensis är en tvåvingeart som beskrevs av Kuznetzov 1994. Tomosvaryella ubsunurensis ingår i släktet Tomosvaryella och familjen ögonflugor.
Artens utbredningsområde är Mongoliet. Inga underarter finns listade i Catalogue of Life.